# Empire (film 1964)
Empire – film z 1964 roku autorstwa Andy'ego Warhola, który przedstawił ośmiogodzinną statyczną obserwację wieżowca Empire State Building.
Bezdźwiękowy film w wersji czarno-białej został nakręcony w nocy z 25 na 26 lipca w godzinach 20:06 – 2:42.
- Reżyseria – Andy Warhol,
- scenariusz – Andy Warhol,
- zdjęcia – Jonas Mekas,
- czas trwania – 485 minut.